# Jean Epstein
Jean Epstein (Varsó, 1897. március 25. – Párizs, 1953. április 2.) lengyel származású francia filmrendező, filmesztéta, irodalomkritikus, regényíró, forgatókönyvíró, teoretikus. Testvére, Marie Epstein (1899–1995) forgatókönyvíró, filmrendező volt.

## Életpályája
Családjával az 1910-es években Franciaországban telepedett le. A lyoni egyetemen orvosi diplomát szerzett, de az orvosi pályát hamarosan elhagyta a film kedvéért. Filmrendezőként 1922-ben Pasteur-ről forgatott dokumentumfilmjével mutatkozott be.

### Munkássága
Párizsban az avantgardista alkotók köréhez csatlakozott. Elméleti és gyakorlati munkásságot fejtett ki. A Cinéa című lapban filozófiai vonatkozásaiban elemezte az új művészetet. Több könyve jelent meg. A némafilmes korszak utolsó éveiben főként korszerű, kifejező vágástechnikája emelte munkásságát az átlag fölé. A francia avantgardista irányzat egyik figyelemre méltó képviselője, emellett tárgyilagos dokumentáris filmek rendezője volt. Legjellemzőbb munkája, Az Usher-ház bukása (1928) Edgar Allan Poe 1839-es Az Usher-ház vége című misztikus novellája nyomán született, s magán viseli a modern művészeti irányzatok stílusjegyeit.

## Filmjei
- Pasteur (1922)
- Szüretek (Les vendanges) (1922)
- Vörös kocsma (L'auberge rouge) (1923) (forgatókönyvíró is)
- Hűséges szív (1923) (forgatókönyvíró is)
- A hűtlen hegy (La montagne infidèle) (1923)
- A Nevers-i szépség (1923)
- A vér íze (La goutte de sang) (1924)
- A mogulok oroszlánja (Le lion des Mogols) (1924) (forgatókönyvíró is)
- A plakát (L'affiche) (1924) (forgatókönyvíró is)
- A kettős szerelem (Le double amour) (1925) (forgatókönyvíró is)
- Mauprat (1926) (forgatókönyvíró és filmproducer is)
- A háromoldalú tükör (La glace à trois faces) (1927) (forgatókönyvíró is)
- Az Usher-ház bukása (1928) (forgatókönyvíró és filmproducer is)
- Finis terrae (1929) (forgatókönyvíró is)
- Az ő feje (Sa tête) (1929)
- Mor vran (1931)
- A párizsi Notre Dame (Notre-Dame de Paris) (1931)
- A tenger aranya (L'or des mers) (1932)
- A libanoni kastély (La châtelaine du Liban) (1934)
- Egy nagy újság élete (La vie d'un grand journal) (1934)
- Koldus szív (Cœur de gueux) (1936)
- La Bretagne (1936) (filmproducer is)
- La Bourgogne (1936)
- Éljen az élet! (Vive la vie) (1937)
- Asszony a világ végéről (La femme du bout du monde) (1938) (forgatókönyvíró is)
- Le tempestaire (1947)
- A tenger tüzei (Les feux de la mer) (1948)

## Művei
- La Poésie d'aujourd'hui, un nouvel état d'intelligence (1921)
- Bonjour Cinéma! (1922)
- La Lyrosophie (1922)
- Le Cinématographe vu de l'Etna (1926)
- La Photogénie de l'impondérable (1936)
- L'Intelligence d'une machine (1946)
- Le cinéma du Diable (1947)
- Esprit de Cinéma (1955; magyarul: Filmművészeti tanulmányok; 1962)
- Écrits sur le cinéma, 1921-1953: édition chronologique en deux volumes (1974–1975)

## Magyarul
- Filmművészeti tanulmányok; ford. Bíró Zsuzsa, bev. B. Egey Klára; Magyar Filmtudományi Intézet és Filmarchívum, Bp., 1962 (Filmművészeti könyvtár)